# Saar Squash Rackets Verband
Der Saar Squash Rackets Verband (SSRV) gehört als einer von 12 Landesverbänden zum Deutschen Squash Verband.

## Bedeutung
Der SSRV fungiert als Dachverband aller Squashvereine im Saarland. Nach dem Squashboom der 1970er- und 1980er-Jahre waren die Mitgliederzahlen stark gefallen. Während in den 1990er-Jahren beispielsweise noch ein halbes Dutzend Vereine in Saarbrücken vorzufinden waren, sind heute lediglich noch drei übrig. Seit einigen Jahren gelingt es den Vereinen im Landesverband jedoch, ihre Mitgliederzahlen entweder zu halten oder sogar wieder leicht zu erhöhen.

## Spielbetrieb

### Liga
Aufgrund seiner vergleichsweise geringen Größe betreibt der SSRV seit den neunziger Jahren einen gemeinsamen Ligabetrieb mit dem rheinland-pfälzischen Landesverband. Die höchste gemeinsame Liga ist hierbei die Regionalliga (zweithöchste nationale Spielklasse). Darunter folgen eine gemeinsame Oberliga und eine gemeinsame Verbandsliga.

### Pokal
Nach Ablauf jeder Saison findet eine Pokalrunde mit rein saarländischer Beteiligung statt, der Saarlandpokal. Dieser wird im K.-o.-Modus ausgetragen, jeder saarländische Verein kann unabhängig von der Mannschaftsanzahl in der Liga Mannschaften à drei Spielern für den Pokal melden.

#### Titelträger
- 2002–2004: SRC Wiesental
- 2005: SC Heidenkopf
- 2006–2013: SRC Wiesental
- 2014–2015: SRC Illtal

## Erfolge

### Mannschaften
Mit dem SRC Wiesental war der SSRV von 2002 an über sechs Jahre mit einer Herrenmannschaft in der 1. Squash-Bundesliga vertreten. Der Verein ist zudem Rekordsieger des Saarlandpokals.
Ende der 1990er-Jahre spielte mit dem nicht mehr existenten Verein ZWF Saarbrücken auch eine Damenmannschaft in der 1. Bundesliga. Seit dem Abstieg der Mannschaft gibt es im Saarland allerdings keine reine Damenmannschaft mehr.

### Spieler
- Franziska Hennes ist die mit Abstand erfolgreichste Squasherin aus dem Saarland. Die gebürtige Homburgerin gewann viermal den Deutschen Meistertitel in der Jugend sowie zwei weitere Male im Aktivenbereich. Mit der Nationalmannschaft wurde sie Europameisterin in der Jugend und vertritt die deutschen Farben auch im Seniorenbereich.
- Christian Bernard wurde mehrfache Deutscher Mannschaftsmeister und war lange Jahre für den SRC Wiesental aktiv. Er wurde 1998 deutscher Vizemeister im Einzel und ist außerdem ehemaliger Nationalspieler.
- Johannes Voit etablierte sich während der Bundesligaära des SRC Wiesentals ebenfalls in der deutschen Spitze. Neben mehreren nationalen Turniersiegen stehen mehrere Einsätze für die deutsche Nationalmannschaft zu Buche, darunter mehrfach bei Europameisterschaften.

### Veranstaltungen
- 1998 war der Verband in Homburg Gastgeber der Deutschen Einzel-Meisterschaft
- 2009 fanden die Deutschen Jugend-Vereinsmannschaftsmeisterschaften in St. Ingbert statt
- 2010 führte der SSRV als Co-Ausrichter in Saarbrücken die Endrunde der Bundesliga und die Europameisterschaften im Einzel durch